# Montserrat Torrent (organiste)
Montserrat Torrent i Serra (née à Barcelone en 1926) est une pianiste, organiste et professeure de musique classique espagnole. 

## Biographie
Née en 1926 à Barcelone, Montserrat Torrent commence ses études de musique en tant que pianiste avec sa mère qui est l'élève d'Enrique Granados. Elle étudie à l'Academia Marshall (es) et au Conservatoire supérieur de musique du Liceu. Plus tard, elle étudie à Paris avec Noëlie Pierront, grâce à une bourse de l'Institut Français ; et à Sienne, avec Ferdinando Germani et Helmuth Rilling, grâce à une bourse de la Fondation Juan March.

## Activité
Nommée professeure d'orgue au Conservatoire municipal de musique de Barcelone, elle commence sa carrière en jouant en Europe, aux États-Unis d'Amérique et en Amérique du Sud, se concentrant sur l'orgue comme instrument de musique populaire. 
En 1962, elle fonde l'Association des amis de l'orgue (Associació d'Amics de l'Orgue), dans le but de faire connaître la musique d'orgue et de préserver les orgues historiques en Espagne. Elle a également travaillé avec Ars Musicae de Barcelona, un groupe de pionniers de la musique ancienne et de la performance d'époque de la musique espagnole et européenne.
Malgré son âge, elle continue à donner des concerts,,.

## Récompenses
Montserrat Torrent a reçu les distinctions suivantes : 
- Grand Prix du Disque de l'Académie Charles-Cros pour son enregistrement de musique de Cabanilles (1965).
- Creu de Sant Jordi du gouvernement catalan (1995)[4].
- Correspondante académique à l'Académie Royale des Beaux-Arts de Grenade (1995).
- Médaille d'or du mérite des beaux-arts du Ministère de la Culture (1996).
- Prix national de musique de Catalogne (1996)[4].
- Medalla de Oro al Mérito Artístico de la Mairie de Barcelone (1997)[4].
- Medalla del Real Conservatorio de Música de Madrid (2001).
- Medalla del Mérito al Trabajo " Francesc Macià " du gouvernement catalan (2001)[4].
- Doctora Honoris Causa por la Universidad Autónoma de Barcelona (2008)[4].